# Phòng Xuyên
Phòng Xuyên (Tiếng Hoa: 防川), hay Khu thắng cảnh du lịch Phòng Xuyên nằm ở vùng tiếp giáp giữa 3 nước Trung Quốc - Nga và Triều Tiên. Đây là vùng "Tam Giác vàng" của khu vực Đông Bắc Á nổi tiếng thế giới, cách Hồn Xuân 70 km, cao 3m, so với mặt nước biển. Đây là điểm thấp nhất của tỉnh Cát Lâm. Phong cảnh của khu du lịch này rất đẹp và có một bầu không khí trong lành là điểm thu hút khách du lịch khi du khách đến với thành phố Cát Lâm.